# Bogučanskij rajon
Il Bogučanskij rajon è un rajon (distretto) del kraj di Krasnojarsk, nella Russia siberiana centrale; il capoluogo è il villaggio di Bogučany.